# Epiphyllum phyllanthus
Az Epiphyllum phyllanthus egy széles körben elterjedt epifita levélkaktusz, mely egyben az Epiphyllum nemzetség típusfaja is. Jelentéktelen virágai miatt termesztésben ritkán találkozni vele. Hatalmas elterjedési területén számos alfaja és variánsa alakult ki. Rokonságban áll az Epiphyllum hookeri alakkörrel.

## Elterjedése és élőhelye
Ecuador, Peru, Bolívia, Paraguay, Brazília, Guyana és Panama esőerdeiben, 1700 m tszf. magasság alatt megtalálható.

## Jellemzői
Erősen bokros növekedésű növény, hajtásai tövei három-, vagy négybordájúak, a felső részük lapított, világoszöld, vöröses színeződéssel az éleken, szélességük 70 mm, lekerekített végűek, az areoláknál kevéssé bevágottak. Virágai laterálisan nyílnak, 300 mm hosszúak, 50–60 mm átmérőjűek. A virágtölcsér nagyon keskeny, zöld, vöröses pikkelyek fedik, a szirmok hosszánál sokszorta hosszabb. Külső szirmai zöldes fehérek, a belsők fehérek. A porzók rövidek. Termése megnyúlt, 70-90anthus mm hosszú, gyengén 8 bordára oszlik, világos piros, a pulpa fehér. Nagy magjai feketék.
Backeberg leírt egy E. phyllanthus paraguayense és egy E. phyllanthus boliviense variánst is, melyek nem különböznek érdemben a törzsalaktól.